# سگیلونگ
سگیلونگ (به مجاری: Szegilong) روستاییست در شهرستان بورشود-آپائوی-زِمپلِن در کشور مجارستان. جمعیت این روستا در ۲۰۰۹، ۲۳۱ نفر بوده‌است.